# Sacré Printemps
Pour plus de détails, voir Fiche technique et Distribution.
Sacré Printemps (titre original : The Happy Time) est un film américain réalisé par Richard Fleischer, sorti en 1952.

## Synopsis
Au Canada français, dans les années 1920, le jeune Robert Bonnard dit « Bibi » est tenté de suivre l'exemple déluré des hommes de la famille, allant de son grand-père jusqu'à ses oncles en passant par son père Jacques. Ce dernier s'émeut quand Bibi, malgré ses culottes courtes, s'intéresse à la nouvelle venue, la jeune bonne Mignonette Chappuis sur laquelle il a lui-même des vues. Jacques va avoir des difficultés à présenter un comportement exemplaire à son fils alors que tous les mâles de la maison sont émoustillés par la belle, notamment son frère Desmond, grand bourreau des cœurs. Jusqu'à ce que Bibi enfile ses premiers pantalons longs et remarque que Peggy, sa petite voisine qui n'a d'yeux que pour lui, mais à laquelle il ne s'intéressait pas jusque-là, ne porte plus d'appareil dentaire et qu'elle est bien jolie.

## Fiche technique
- Titre original : The Happy Time
- Titre français : Sacré Printemps
- Réalisation : Richard Fleischer
- Scénario : Earl Felton, d'après la pièce de théâtre de Samuel A. Taylor, The Happy Time (1950) adaptée du roman éponyme de Robert Fontaine (1945)
- Direction artistique : Carl Anderson
- Décors : Rudolph Sternad
- Costumes : Jean-Louis
- Photographie : Charles Lawton Jr.
- Montage : William A. Lyon
- Son : Russell Malmgren
- Musique : Dimitri Tiomkin ; John Leipold (arrangements)
- Production : Stanley Kramer ; Earl Felton (associé)
- Société de production : Stanley Kramer Productions (États-Unis)
- Société de distribution : Columbia Pictures (États-Unis)
- Pays de production :  États-Unis
- Langue : anglais, français
- Format : noir et blanc — 35 mm — 1,37:1 — son monophonique (Western Electric Recording)
- Genre : Comédie
- Durée : 94 minutes
- Dates de sortie :
  - États-Unis : 30 octobre 1952
  - France : 17 avril 1953
- (fr) Classification et visa CNC : mention « tous publics », visa d'exploitation no 13296 délivré le 1er décembre 1952

## Distribution
- Charles Boyer : Jacques Bonnard
- Louis Jourdan : l'oncle Desmond Bonnard
- Marsha Hunt : Suzanne Bonnard
- Bobby Driscoll : Robert Bonnard dit « Bibi »
- Linda Christian : Mignonette Chappuis
- Kurt Kasznar : l'oncle Louis Bonnard
- Marcel Dalio : le grand-père Bonnard
- Jeanette Nolan : Félicie Bonnard
- Maurice Marsac : le Grand Gaspari
- Marlene Cameron : Peggy O'Hare

## Production

### Casting
Kurt Kasznar et Marlene Cameron sont les seuls acteurs issus de la pièce de théâtre dont le film est adapté.
C'est le dernier rôle important du jeune Bobby Driscoll, enfant star qui avait commencé sa carrière cinématographique à 6 ans. En grandissant, les propositions devenaient de plus en plus rares jusqu'à ce qu'il sombre dans la drogue et la misère. On l'a retrouvé mort à 31 ans d'une crise cardiaque le 30 mars 1968 dans un immeuble abandonné new-yorkais.

## Tournage
Les prises de vue ont été effectuées du 24 janvier au 23 février 1952.

## Musique
- Chanson The Happy Time, paroles de Ned Washington et musique de Dimitri Tiomkin

Musiques additionnelles
- Avalon, paroles d'Al Jolson/Buddy DeSylva et musique de Vincent Rose
- Pique Dame, musique de Franz von Suppé, arrangé par John Leipold
- Lohengrin (acte III) de Richard Wagner, arrangé par John Leipold
- Invitation à la danse de Carl Maria von Weber, arrangé par John Leipold
- Gavotte de François-Joseph Gossec, arrangé par John Leipold
- Rhapsodies hongroises de Franz Liszt, arrangé par John Leipold
- Hymne au soleil, extrait du Coq d'or de Nikolai Rimsky-Korsakov
- Night Tango de Lester Lee et Allan Roberts, arrangé par John Leipold
- Le Vol du bourdon de Nikolai Rimsky-Korsakov

## Distinctions

### Nominations
- Golden Globes 1953 :
  - meilleure comédie
  - meilleur réalisateur pour Richard Fleischer
  - meilleur acteur dans une comédie pour Charles Boyer
  - meilleur acteur dans un second rôle pour Kurt Kasznar
- Writers Guild of America 1953 : Earl Felton nommé pour le prix du meilleur scénariste américain d'une comédie

## Autour du film
La pièce de théâtre dont le film s'inspire a également donné naissance à la comédie musicale The Happy Time créée à Broadway en 1968 sur un livret de N. Richard Nash, paroles de Fred Ebb et musique de John Kander.